# شون غرين (كرة سلة)
شون غرين (بالإنجليزية: Sean Green)‏ مواليد 2 فبراير 1970 في سانتا مونيكا، هو لاعب كرة سلة أمريكي سابق. بدأ مسيرته الاحترافية في سنة 1991. تم اختياره من قبل فريق إنديانا بايسرز خلال الدرافت. يبلغ طوله 6 قدم 5 بوصة (2.0 م). اعتزل اللعب في 2002.

## المسيرة الاحترافية
لعب مع إنديانا بايسرز من سنة 1991 إلى 1993، ثم لعب مع فيلادلفيا سفنتي سيكسرز في موسم 1993–1994، ثم لعب مع يوتا جاز في سنة 1994، ثم لعب مع باسكت نابولي في سنة 1995.

## روابط خارجية
- شون غرين على موقع إن بي أي (الإنجليزية)
- شون غرين على موقع سبورتس رفرنس (الإنجليزية)
- شون غرين على موقع كرة السلة الأوروبية.كوم (الإنجليزية)
- شون غرين على موقع كلية كرة السلة في سبورتس رفرنس.كوم (الإنجليزية)
- شون غرين على موقع ريلجم (الإنجليزية)
- شون غرين على موقع بروبوليرز (الإنجليزية)